# Randall (Wisconsin, Kenosha megye)
Randall város az Amerikai Egyesült Államok Wisconsin államában, Kenosha megyében.

## Népesség
A település népességének változása:

| 2010 | 3 180 |
| 2020 | 3 285 |